# قائمة أجرام النظام الشمسي
التالي هو قائمة أجرام النظام الشمسي بالمدار, والترتيب يعتبر بالنسبة إلى قربه من الشمس. معظم الأجرام المسماة في القائمة يبلغ قطرها 500 كم أو أكثر.
- الـشمس, تصنيف نجمي G2V نجم
- النظام الشمسي الداخلي و الكواكب الأرضية
  - عطارد
    - كويكبات عابرة لمدار عطارد

  - الزهرة
    - كويكبات عابرة لمدار الزهرة
      - 2002 VE68- شبيه قمر مؤقت لكوكب الزهرة.

  - الأرض
    - القمر
    - كويكبات قريبة من الأرض (وتشمل 99942 أبوفيس)
    - كويكبات عابرة لمدار الأرض
      - طروادة الأرض -2010 تي كيه7
      - شبيه القمر

  - المريخ
    - ديموس
    - فوبوس
    - طروادة مريخية
    - أقمار المريخ
    - كويكبات عابرة لمدار المريخ

  - حزام الكويكبات ومايحيط به
    - سيريس كوكب قزم من حزام الكويكبات.
    - الكويكبات التي تقع بين مداري المريخ والمشترى.
      - باللاس
      - جونو
      - فيستا
      - عدد الكويكبات يقدر بمئات الآلاف :للحصول على قوائم أطول، انظر قائمة أجرام المجموعة الشمسية مرتبة حسب الحجم قائمة الكواكب الصغيرة قائمة كويكبات إستثنائية

    - هناك عدد من المجموعات الصغيرة متميزة عن حزام الكويكبات.
    - قمر الكوكب الصغير

رسم أويلر البياني يبين أنواع أجرام النظام الشمسي (انظر جرم نظام شمسي صغير).

- النظام الشمسي الخارجي مع الكواكب العملاقة، وأقمارهم، كويكبات طروادة وبعض الكواكب الصغيرة'
  - المشترى
    - حلقات المشتري
    - القائمة الكاملة لـ أقمار المشتري الطبيعية
      - آيو
      - أوروبا
      - غانيميد
      - كاليستو

  - زحل
    - حلقات زحل
    - قائمة أقمار زحل الطبيعية
      - ميماس
      - إنقليدس
      - تثيس
      - ديون
      - رييا
        - حلقات رييا

      - تيتان
      - هايبريون
      - إيابيتوس
      - أقمار كوكب زحل

  - أورانوس
    - حلقات أورانوس
    - قائمة أقمار أورانوس الطبيعية
      - ميراندا
      - أرييل
      - أومبريل
      - تيتانيا
      - أوبيرون
      - بوك

  - نبتون
    - حلقات نبتون
    - أقمار نبتون
      - بروتيوس
      - ترايتون
      - نيريد

    - طروادة نبتونية

  - كوكب صغير
    - قناطير نبتون
    - كويكب داموكلودي
- جرم وراء نبتوني أبعد من مدار نبتون
  - حزام كايبر
    - بلوتينو
      - بلوتو, كوكب قزم
        - شارون
        - نيكس
        - هيدرا (قمر)

      - الغول كوكب قزم

    - توتينوس"
    - أجسام حزام كايبر الكلاسيكية
      - كواور
      - 120347 سالاسيا
      - 20000 فارونا
      - هاوميا كوكب قزم
        - نماكا
        - هياكا

      - ماكيماكي كوكب قزم

  - قرص متفرق
    - إريس كوكب قزم
      - ديسنوميا

    - (84522) 2002 TC302
    - (87269) 2000 OO67 مذنب

  - جرم منفصل
    - سدنا 90377

  - سحابة أورط
    - سحابة هيلز
    - خارج سحابة أورط

يحتوي النظام الشمسي أيضا:
- المذنبات الأجسام الجليدية.
  - قائمة المذنبات الدورية
  - قائمة المذنبات غير الدورية
- الأجسام الصغيرة:
  - النيازك
  - الغبار الكوني.
    - مخروط تركيز الهيليوم، يدور حول الشمس.

  - الأجسام التي صنعها الإنسان والدائرة حول الشمس وعطارد والزهرة والأرض والمريخ وزحل، بما في ذلك الأقمار الاصطناعية النشطة، والمخلفات الفضائية غير المرغوب فيها.
- الغلاف الشمسي، فقاعة في الفضاء تنتجها الرياح الشمسية.
- جدار الهيدروجين، كومة من الهيدروجين في الوسط بين النجوم.